# Konrad Frey (Turner)
Konrad Frey (* 24. April 1909 in Kreuznach; † 24. Mai 1974 ebenda) war ein deutscher Kunstturner.

## Leben
Freys Vater war der Maurer Simon Frey, seine Mutter Appolonia Josephine Soiné. Frey besuchte die Volksschule und absolvierte anschließend bei der „Kreuznacher Peska Union“ eine Schlosserlehre. In der „Badeofenfabrik Ost und Scherer“ wurde er schließlich als Armaturenschlosser angestellt.
Er gehörte dem Männerturnverein 1877 e. V. Bad Kreuznach an und wurde 1930 Mittelrheinmeister im Zwölfkampf. 1934 erreichte er bei den Weltmeisterschaften den 25. Platz im Mehrkampf. Konrad Frey wurde 1932, 1935 und 1937 Deutscher Meister im Mehrkampf. Auch beim Kunstturnen Reichsheer-Deutsche Turnerschaft im Jahr 1935 nahm er für die Deutsche Turnerschaft teil. Bei den Olympischen Sommerspielen 1936 in Berlin war er der erfolgreichste deutsche Teilnehmer mit drei Gold-, einer Silber- und zwei Bronzemedaillen, und der zweiterfolgreichste insgesamt nach Jesse Owens. Er gewann Gold am Barren, am Seitpferd und mit der Mannschaft im Mehrkampf. Die Silbermedaille gewann er am Reck, die Bronzemedaille am Boden und im Einzelwettbewerb des Mehrkampfes.
Nach seiner Teilnahme bei den Olympischen Spielen wurde er Turn- und Sportlehrer im Schulverband Bad Kreuznach. 1937 bestand Konrad Frey seine Lehramtsprüfung in Neustrelitz. Nach Ablauf der Mitglieder-Aufnahmesperre der NSDAP beantragte er am 6. Juli 1937 die Aufnahme in die NSDAP und wurde rückwirkend zum 1. Mai desselben Jahres aufgenommen (Mitgliedsnummer 4.382.960). Im Zweiten Weltkrieg wurde er als Feldwebel in das Heer aufgenommen und kämpfte an der Ostfront.
Nach dem Krieg wurde Frey wieder als Turn- und Sportlehrer zugelassen, über seine Entnazifizierung ist nichts bekannt. Er wurde mit den Aufgaben des Kreissportreferenten betraut. 1954 wurde Frey zum Beamten auf Lebenszeit ernannt und von 1955 bis 1961 war er Fachberater für Schulsport im Schulaufsichtsbezirk Kreuznach I. Am 1. Juli 1961 feierte Konrad Frey sein 25-jähriges Dienstjubiläum und war weiterhin in der Ringschule aktiv.
Am 31. Mai 1967 ging er in den Ruhestand und war bei den Olympischen Sommerspielen 1972 in München Ehrengast des Olympischen Komitees.
In Bad Kreuznach sind nach ihm eine Straße und eine Halle benannt, in Langen eine weitere Straße.